# 孫桓
孫 桓（そん かん、198年 - 223年）は、中国後漢末期から三国時代の人物。呉の宗室の一人。字は叔武。父は孫河。兄は孫助・孫誼。弟は孫俊。従兄弟は孫韶。甥は孫建・孫慎。従孫は孫拯。『三国志』呉志「宗室伝」に記述がある。

## 生涯
父は孫策に気に入られて孫姓を与えられ、皇族として迎えられたとも、また元々孫姓であったが、兪家の養子となった後、孫姓に戻すことを許されたとも言われている。
兄二人は県長を務めたものの若くして亡くなった。華容の関羽討伐に従い、関羽軍の残党を説得し5千人を帰順させ、牛馬や武具などをおびただしく鹵獲した（『呉書』）。
その後、25歳で安東中郎将となり、陸遜とともに武器を振るい蜀漢の劉備の侵攻を防御することとなった。夷道で蜀軍に重囲され、劉備の大軍は山や谷を埋め尽くすほどであったが、孫桓は投刀を手に取り、命を惜しまず力を一つにして戦い抜き、劉備が孫桓を落せず、逆に劉備を敗走させた（夷陵の戦い）。孫桓は益州に通じる道を絶ち、各要所に軍を配置した。劉備はかつて呉を訪れたとき、京城で孫桓と対面したことがあったため、窮地をようやく脱した末に嘆息し「私がかつて呉を頼ったとき、まだ子供に過ぎなかった孫桓如きに、今はこれ程までに追いつめられるとは」と言ったという。その後、夷陵での功績により建武将軍・丹徒侯となった。牛渚督に任じられるが、横江塢を築いている際に急死した。

## 評価
孫桓は弓馬に優れ、また容姿端麗・頭脳明晰・博識であり、議論にも秀でていた。孫権は孫桓を「皇族における顔淵である」と褒め称え、武衛都尉に抜擢した。

## 三国志演義
小説『三国志演義』では、夷陵の戦いのときに登場し、朱然とともに劉備迎撃の任務を任される。配下に三人の猛将（李異・謝旌・譚雄）を擁するが、彼らはいずれも緒戦で関興と張苞に破られてしまう。その後、陸遜が大都督として出陣し劉備を撃退するまで、夷陵城で防戦を続けたことになっている。朱然と異なり、戦死する設定にはなっていない。